# Кухарчик, Каролина
Каролина Кухарчик (пол. Karolina Kucharczyk, род. 24 апреля 1991 года в Равич, Польша) — польская легкоатлетка, выступающая преимущественно в прыжках в длину. Двукратная чемпионка летних Паралимпийских игр (2012, 2020), серебряный призёр летних Паралимпийских игр 2016, семикратная чемпионка мира (2007, 2009, 2013, 2015, 2019), четырёхкратная чемпионка Европы (2012, 2016, 2018, 2021). Действующая обладательница трёх мировых рекордов среди людей с ограниченными возможностями — в прыжке в длину (6,24 метров, 2021), в беге на 100 м с барьерами (14,90 секунд, 2012) и семиборье (3919 очков, 2011).

## Биография и карьера
Детство провела в Домбрувке. В 13 лет начала заниматься прыжками в длину и бегом на короткие дистанции. Выступает в категории T20 (F20) — спортсмены с ограниченными интеллектуальными возможностями. Дебютировала на международной арене в 2007 году.

## Основные результаты
| Год  | Соревнование               | Место проведения           | Дисциплина     | Место | Результат  |
| ---- | -------------------------- | -------------------------- | -------------- | ----- | ---------- |
| 2011 | Чемпионат мира (МПК)       | Крайстчерч, Новая Зеландия | прыжки в длину | 2     | 5,00 м     |
| 2012 | Чемпионат Европы (МПК)     | Стадсканал, Нидерланды     | прыжки в длину | 1     | Неизвестно |
| 2012 | Летние Паралимпийские игры | Лондон, Великобритания     | прыжки в длину | 1     | 6,00 м     |
| 2013 | Чемпионат мира (МПК)       | Лион, Франция              | прыжки в длину | 1     | 6,09 м     |
| 2015 | Чемпионат мира (МПК)       | Доха, Катар                | прыжки в длину | 1     | 5,67 м     |
| 2016 | Чемпионат Европы (МПК)     | Гроссето, Италия           | прыжки в длину | 1     | 5,87 м     |
| 2016 | Летние Паралимпийские игры | Рио-де-Жанейро, Бразилия   | прыжки в длину | 2     | 5,55 м     |
| 2018 | Чемпионат Европы (МПК)     | Берлин, Германия           | прыжки в длину | 1     | 6,14 м     |
| 2019 | Чемпионат мира (МПК)       | Дубай, ОАЭ                 | прыжки в длину | 1     | 6,21 м     |
| 2021 | Чемпионат Европы (МПК)     | Быдгощ, Польша             | прыжки в длину | 1     | 6,21 м     |
| 2021 | Летние Паралимпийские игры | Токио, Япония              | прыжки в длину | 1     | 6,03 м     |